# 田仰
田仰（1590年—1651年），號百源，贵州思南人，明朝政治人物，同進士出身。

## 生平
萬歷四十一年（1613年）癸丑科進士，三甲一百六十四名，初授山东汶上县知縣，调任益都县，歷升吏部文选司主事，丁母憂歸。泰昌元年（1620年），起升为浙江按察司水利道佥事，天啓五年（1625年）十一月升廣東布政使司右參議、管理糧餉，六年十一月升尚寶司卿管少卿事。
崇祯帝继位，天啓七年十月升太常寺少卿添註，再升太仆寺卿，崇祯元年（1628年）六月升都察院右副都御史、巡撫四川等處地方提督軍務。崇祯三年，任都察院都御史，加升兵部尚書，加太子太保、晋伯爵，封光禄大夫。又因父亡乞假，崇祯十年补淮漕总督、兵部侍郎兼都察院副都御史。
弘光元年（1645年）八月，鲁王朱以海命他以兵部尚书兼东阁大学士。次年，封海忠伯，逃到福建，不久降清。顺治八年（1651年）3月7日寅时，田仰卒于北都正阳门（今北京前门）吉安会馆，年六十二，由妾朱氏扶柩葬于吉安。

## 轶事
田仰逼名妓李香君为妾，李誓死不从，以头抢地，血流如注，鲜血点点溅在情郎赠与的定情诗扇上。孔尚任以此为基础，写出名剧《桃花扇》。